# Amphidecta reynoldsi
Amphidecta reynoldsi är en fjärilsart som beskrevs av Sharpe 1890. Amphidecta reynoldsi ingår i släktet Amphidecta och familjen praktfjärilar. Inga underarter finns listade i Catalogue of Life.